# Ksar Akka
Pour les articles homonymes, voir Akka.
Ksar Akka (en arabe : قصر أقا) est un village fortifié dans la province de Tata, région Souss-Massa au sud du Maroc .